# Andrea Stravaganti
Andrea Stravaganti (Mirandola, 6 maggio 1988) è un artista marziale italiano.

## Biografia
Inizia la pratica delle arti marziali con il Karate stile Shotokan a 8 anni. Ottiene la cintura nera 1ºDan nel 2005 e prosegue la pratica fino ad ottenere il 3ºDan nel 2014. Oltre al Karate frequenta anche convegni e stage di Ju Jitsu a livello nazionale per poi intraprenderne lo studio in modo continuativo presso il Jujitsu Shinsen a Pieve di Cento nel 2011 seguito dai maestri e campioni del mondo Michele Vallieri e Sara Paganini. Nel 2016 conquista il grado di cintura nera 1ºDan anche in questa disciplina e inizia la pratica del duo show maschile con il compagno Andrea Castrignanò, specialità in cui è attualmente titolare della nazionale italiana. I due insieme conquistano la medaglia di bronzo al campionato europeo svolto a Ghent (Belgio) e il quinto posto nel campionato del mondo a Breslavia (Polonia). Nell'estate del 2017 intraprende una nuova disciplina di gara, ovvero il duo system maschile, con un nuovo compagno di gara, Salah Eddine Ben Brahim. I due insieme conquistano alla fine di settembre la medaglia di bronzo al German Open, gara internazionale valevole per la ranking Ju-Jitsu International Federation. Grazie a tale risultato i due sono convocati per il campionato del mondo a Bogotà (Colombia), dove conquistano un quinto posto nel duo show maschile e vincono la medaglia di bronzo nel duo system maschile.

## Risultati Sportivi
- 2 volte argento nazionale nel duo show maschile (2016, 2017)
- bronzo europeo assoluto nel duo show 2016
- 5º posto ai campionati mondiali nel duo show maschile 2016
- 2º posto assoluto nella ranking mondiale JJIF nel duo show maschile 2016
- bronzo al German Open nel duo system maschile 2017
- 5º posto ai campionati mondiali nel duo show maschile 2017
- bronzo ai campionati mondiali nel duo system maschile 2017